# 島嶼地區 (委內瑞拉)

島嶼地區

島嶼地區（西班牙語：Región Insular）是委內瑞拉的9個政治行政區域之一，範圍為委內瑞拉在加勒比海的島嶼，包含新埃斯帕塔州與委內瑞拉聯邦屬地。人口439,900人，面積1,492平方公里。最大城市為波拉馬爾。
該地區是委內瑞拉最小的政治行政區域。由於其美麗的風景和海灘，該地區旅遊業較為發達。
- 羅克斯群島的海灘
- 瑪格麗塔島聖胡安谷
- 波拉馬爾